# Dimitrie Cornea
Dimitrie Cornea (Iași, 1816-Bucarest, 1884) fue un político rumano.

## Biografía
Nacido en 1816 en Iași, ingresó en la administración como ayudante y trabajó sucesivamente como registrador, archivero, traductor, jefe de oficina, director del ministerio y finalmente ministro. Tras la unión de los Principados, ingresó en el primer gobierno conjunto como ministro de Obras Públicas desde el 27 de enero de 1862 hasta el 24 de junio del mismo año en que pasó a Justicia. El 14 de junio de 1863 dimitió. En 1876, el 4 de abril, asumió la cartera de Asuntos Exteriores, pero sólo por unos días, hasta el 27 de abril, cuando dimitió con todo el gabinete de Ion Emanuel Florescu. Falleció en Bucarest en 1884.